# Pedro Manuel de Arístegui y Petit
Pedro Manuel de Arístegui y Petit (Irún, 16 de octubre de 1927-Beirut, 16 de abril de 1989) fue un diplomático y político español.

## Biografía

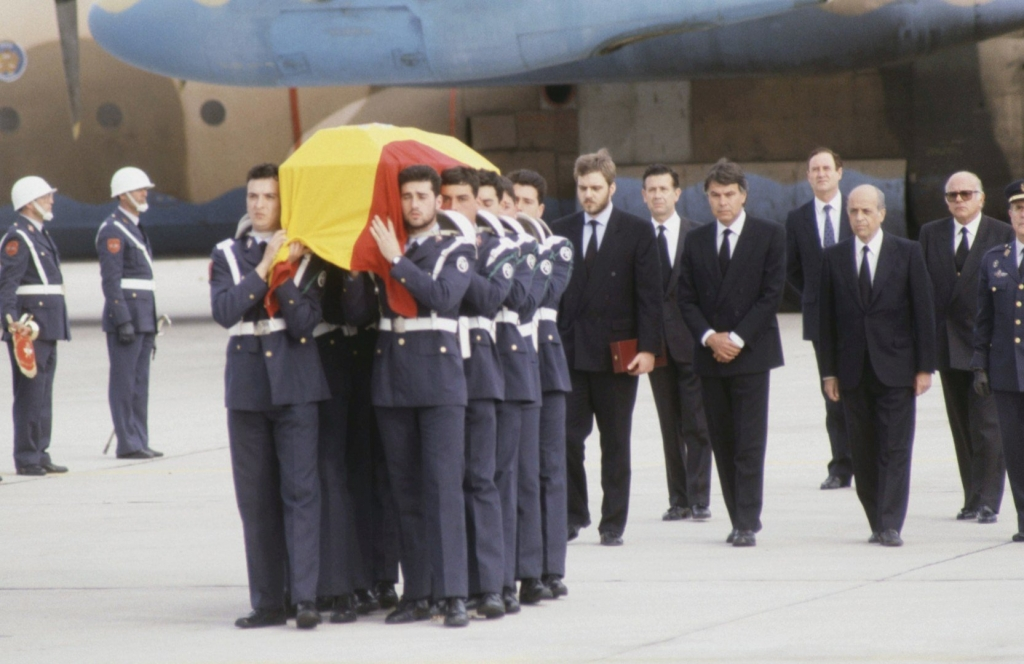
Féretro de Arístegui, recibido con honores militares.

Pedro Manuel de Arístegui nació en el seno de una familia de diplomáticos. Estudió Derecho e ingresó en la Escuela Diplomática en 1957.
Estuvo destinado a la embajada de España en Caracas (1960), posteriormente fue cónsul adjunto en San Juan de Puerto Rico (1963), cónsul en Nueva York (1964) y director adjunto de difusión informativa en la Oficina de Información Diplomática (1967). Cumplió entre otras misiones la de representante en la Junta de Gobierno del Club Internacional de Prensa (1968) y fue miembro de una Comisión de Guinea Ecuatorial (1969). Hacia 1973 fue cónsul en Hamburgo. Durante la década de 1970 fue embajador de España en Nicaragua, siendo testigo directo de la Revolución Sandinista. En 1990 se publicaría de forma póstuma su libro Misión en Managua en el que narró el conflicto civil nicaragüense.
Entre 1980 y 1982, durante los últimos años de gobierno de la UCD fue nombrado gobernador civil de su provincia natal, Guipúzcoa. Este sería el cargo político de mayor relevancia que ocupó encargándose básicamente de la lucha contra el terrorismo de ETA. Tras ocupar dos años este cargo volvería a la carrera diplomática.
Fue destacado como embajador de España en Líbano durante la Guerra Civil que asoló este país. En 1985 estuvo secuestrado durante varias horas por un militante chiita que pretendía canjearle por miembros de su misma confesión que estaban presos en España. Falleció el 16 de abril de 1989 cuando un proyectil sirio impactó contra el comedor de la embajada española. En el incidente murieron también su suegro y su cuñada.
En su ciudad natal, Irún, existe una plaza Embajador Arístegui que lo recuerda. Fue el padre del diplomático y político popular Gustavo de Arístegui.